# Pixel 6a

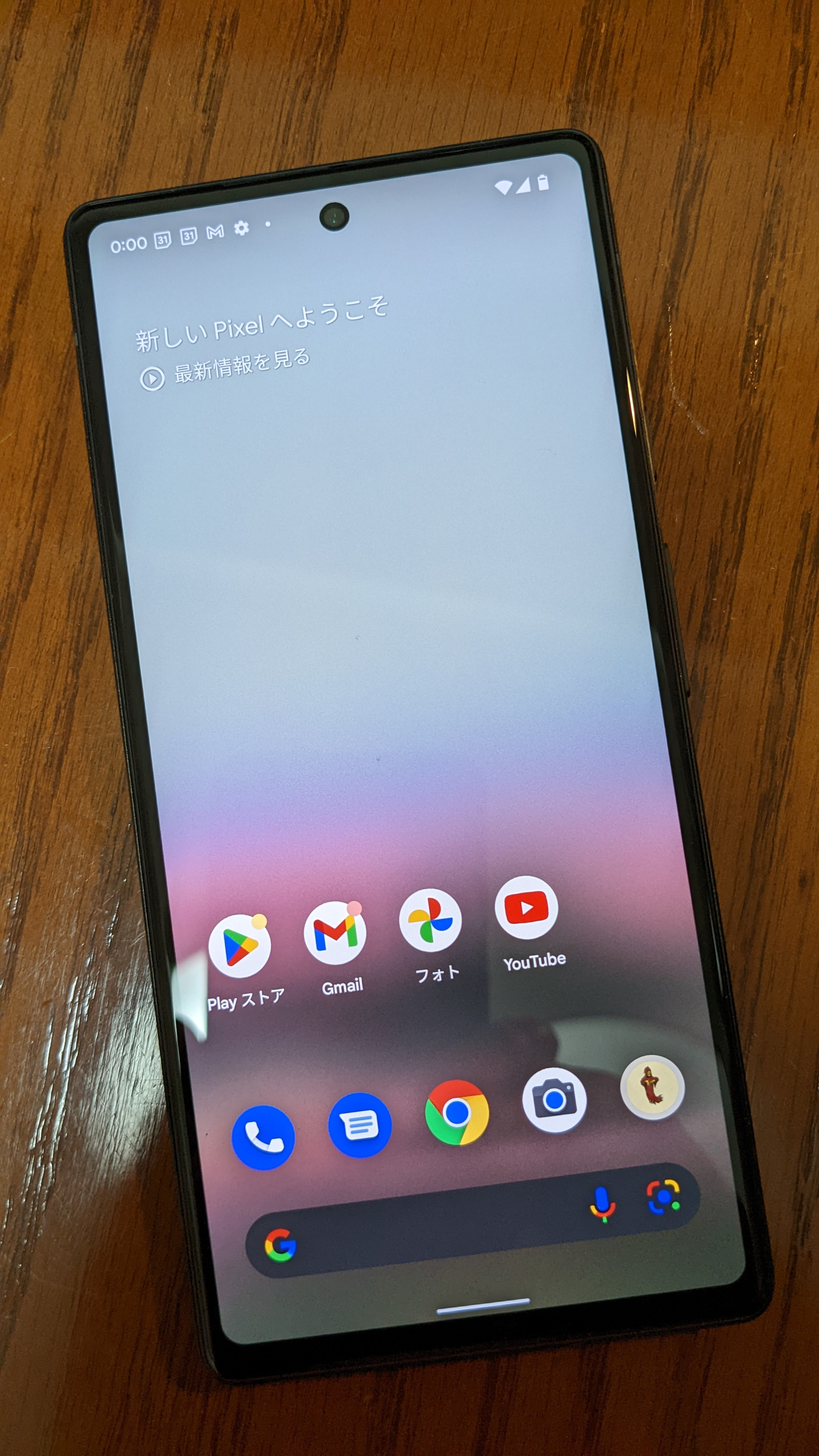
Pixel 6a

Il Pixel 6a è uno smartphone Android progettato, sviluppato e commercializzato da Google nell'ambito della linea di prodotto Google Pixel. Esso serve come variante di media gamma dei Pixel 6 e Pixel 6 Pro. Il dispositivo è stato annunciato il 11 maggio 2022 come parte del discorso chiave delle E/S di Google.